# Barbie – Élet az álomházban
A Barbie – Élet az álomházban (eredeti cím: Barbie: Life in the Dreamhouse) 2012 és 2015 között bemutatott amerikai–kanadai internetes 3D-s számítógépes animációs sorozat, amelynek az alkotója Rob Hudnut. A webfilmsorozat az Arc Productions és a Mattel gyártásában készült, és a Warner Bros. Television Distribution forgalmazásában jelent meg. Műfaját tekintve filmvígjáték-sorozat. 
Amerikában az interneten 2012. május 11-étől a YouTubeon volt látható, a televízióban pedig 2013. szeptember 13-ától a Nickelodeon vetítette. Magyarországon 2014. november 1-jétől az RTL Klub sugározta a Kölyökklub című műsorblokkban.

## Ismertető
A főszereplők, a Barbie-játékbabák, akik mulatságos dolgokkal töltik idejüket. A mesében meglátható, hogy miket játszanak az álomháznak világában. Az Álomház Amerikában épült fel, ahol jó nagy játszóházat rendeztek be, a babák számára. Nap mint nap izgalmas kalandok várják a szereplőket.

## Szereplők
| Szereplő | Eredeti hang       | Magyar hang     | Leírás |
| -------- | ------------------ | --------------- | --- |
| Barbie   | Kate Higgins       | Vágó Bernadett  | Szőke hajú, kék szemű tinilány, a sorozat főszereplője, egy nagy rózsaszínű házban lakik, amely az álomház. Érdeklik a divatok, és már rengeteg karriert rendezett. Annak ellenére, hogy Malibuban híressé vált, barátságos, alázatos és jó természetű.                                       |
| Ken      | Sean Hankinson     | Markovics Tamás | Szőke hajú, kék szemű tinifiú, Barbie jó barátja, arra törekszik, hogy Barbie részére a legtökéletesebb barát legyen és mindig ott van, amikor Barbie-nak szüksége van rá. Jó feltaláló, mert használható meg csúcsminőségű gépeket készít Barbie-nak. A szerkentyűi általában meghibásodnak. |
| Skipper  | Paula Rhodes       | Czető Zsanett   | Barna hajú, kék szemű tinilány, Barbie egyik húga, foglalkoztatja a technika, és szerkentyűk működése. |
| Stacie   | Paula Rhodes       | ?               | Szőke hajú, kék szemű tinilány, Barbi másik húga, szeret játszani a háziállatokkal. |
| Chelsea  | Laura Gerow        | Koller Virág    | Szőke hajú, kék szemű kislány, Barbie harmadik húga, makacs, válogatós és sértődékeny. |
| Teresa   | Katie Crown        | Czető Zsanett   | Barna hajú, zöldszemű tinilány, Barbie egyik jó barátja, az Álomház közelében lakik és nagyon beszédes. |
| Nikki    | Nakia Burrise      | Tamási Nikolett | Barna hajú, barna szemű tinilány, közel egyidős Barbie-val, Barbie másik jó barátja, pimasz, szókimondó és nagyon szeret barátságot kötni. |
| Raquelle | Haviland Stillwell | Urbán Andrea    | Fekete hajú, kék szemű tinilány, Barbie versenytársa, hiú és arrogáns. Azt tervezi, hogy gyakran szabotálja Barbie-t. |
| Ryan     | Charlie Bodin      | ?               | Fekete hajú, barna szemű tinifiú, Raquelle testvére, gyakran ír Barbie-ról dalszövegeket, hogy lenyűgözze. Gyakran civakodik Ken-el, hogy nyerjen, és nagyon hiú. |
| Midge    | Ashlyn Selich      | ?               | Vörös hajú, kék szemű tinilány, Barbie gyerekkori barátja a szülővárosából. Barbie-val jó barátságot kötött, mielőtt Barbie elköltözött Malibuba. |
| Summer   | Tara Sands         | ?               | Barna hajú, barna szemű tinilány, mókás, életerős, szereti a sportokat és játékokat. A versengő és hiperaktív természete kissé túl gyakori. |

## Epizódok

### 1. évad
| #   | #   | Magyar cím                  | Eredeti cím             | Magyar premier     | Eredeti premier   |
| --- | --- | --------------------------- | ----------------------- | ------------------ | ----------------- |
| 1.  | 1.  | A gardób hercegnő           | Closet Princess         | 2014. november 1.  | 2012. január 20.  |
| 2.  | 2.  | Boldog szülinapot, Chelsea! | Happy Birthday Chelsea  | 2014. november 2.  | 2012. január 27.  |
| 3.  | 3.  | Állatfelügyelet             | Pet Peeve               | 2014. november 8.  | 2012. február 3.  |
| 4.  | 4.  | Krém rapszódia              | Rhapsody in Buttercream | 2014. november 9.  | 2012. február 10. |
| 5.  | 5.  | Ken-tasztikus!              | Ken-tastic, Hair-tastic | 2014. november 15. | 2012. február 17. |
| 6.  | 6.  | Parti ruci                  | Party Foul              | 2014. november 16. | 2012. február 24. |
| 7.  | 7.  | A tengerpart-i!             | Day at the Beach        | 2014. november 22. | 2012. március 3.  |
| 8.  | 8.  | A házátalakítás!            | Sticker It Up           | 2014. november 23. | 2012. március 10. |
| 9.  | 9.  | A kemping!                  | Oh How Campy            | 2014. november 29. | 2012. március 17. |
| 10. | 10. | A béna frizura!             | Bad Hair Day            | 2014. november 30. | 2012. március 24. |
| 11. | 11. | A jogosítvány               | Licensed to Drive       | 2014. december 6.  | 2012. március 31. |
| 12. | 12. | A klipforgatás              | I Want My BTV           | 2014. december 7.  | 2012. április 14. |
| 13. | 13. | Barbie szülinapja           | Gifts, Goofs, Galore    | 2014. december 13. | 2012. április 21. |
| 14. | 14. | Barbie butikja              | The Barbie Boutique     | 2014. december 14. | 2012. április 28. |